# Biophytum longibracteatum
Biophytum longibracteatum là một loài thực vật có hoa trong họ Chua me đất. Loài này được Tadul. & K.C.Jacob mô tả khoa học đầu tiên năm 1924.